# Bad Company
Bad Company er en engelsk rock-supergruppe grundlagt i 1973 af to tidligere medlemmer af bandet Free - sanger Paul Rodgers og trommeslageren Simon Kirke samt Mott the Hoople guitarist Mick Ralphs og King Crimson bassist Boz Burrell. Peter Grant, manageren til det britiske rockband Led Zeppelin, gik med til at være manager for bandet (han var manager for Bad Company indtil 1982, hvor Swan Song Records lukkede). Bad Company haft stor succes i 1970'erne. Mange af deres singler, såsom "Bad Company", "Can't Get Enough", "God Lovin 'Gone Bad" og "Feel Like Makin' Love", forbliver populære med rock fans fra både fortid og nutid, samt deres hits forbliver store indenfor den klassiske rock radio.